# Aimé Paquet
Pour les articles homonymes, voir Paquet.
Aimé Paquet est un homme politique français, né le 10 mai 1913 à Saint-Vincent-de-Mercuze (Isère) et décédé le 20 août 2001 au même lieu.

## Biographie
Fils d'agriculteurs, Aimé Paquet suit brièvement des études secondaires avant de reprendre l'exploitation familiale en 1934.
Dans cette période, il défend des idées d'extrême-droite. Proche des Volontaires nationaux (affiliés aux Croix de Feu), il adhère en 1936 au Parti social français et y milite activement.
Pétainiste de cœur, il se tient cependant à l'écart de la vie publique pendant la seconde guerre mondiale et ne participe pas à la collaboration, encore moins à la résistance.
Cette passivité lui permet de reprendre une activité politique après la guerre, et de participer à la création, sur les ruines du PSF, du Parti républicain et social de la réconciliation française. Il mène une liste pour l'élection de la première constituante, en octobre 1945, mais n'est pas élu. Il ne se représente pas lors des deux scrutins suivants.
Devant l'échec de la tentative, il rejoint le Rassemblement des gauches républicaines (RGR). C'est sous cette étiquette qu'il est élu maire de Saint-Vincent-de-Mercuze et conseiller général de l'Isère, dans le canton du Touvet, en 1947. Il est par la suite constamment réélu jusqu'au début des années 1980
En 1951, il rejoint le Parti paysan, et mène une liste conservatrice dans l'Isère pour les législatives. Avec 13,3 % des voix, il est élu député. Parlementaire très actif, il dépose de nombreux textes et intervient très régulièrement en séance, notamment dans les débats budgétaires. Parmi ses thèmes de prédilection figurent l'introduction du referendum dans la constitution, la règlement du droit de grève ou la dénonciation de l'influence des communistes chez les petits paysans.
Ces orientations très droitières ne l'empêchent pas de voter l'investiture de Mendès-France, ni, sans le soutenir jusqu'au bout, de s'abstenir lors de la censure qui le frappe.
Passé au Centre national des indépendants, il est de nouveau tête de liste en 1956, et obtient 17,7 % des voix, ce qui suffit à le faire réélire.
Toujours aussi actif, il est rapporteur spécial du budget des prestations familiales agricoles en pour le budget 1957. Multipliant les interventions polémiques contre les communistes, il s'oppose aussi à la mise en place du marché commun.
Soutenant la politique algérienne de Guy Mollet, il ne vote pas la censure contre celui-ci.
Soutenant le retour de Charles de Gaulle au pouvoir en 1958, il se présente aux législatives de novembre en reprenant notamment son positionnement « ni droite, ni gauche », typique d'une certaine extrême-droite d'avant-guerre. Malgré la présence d'un candidat gaulliste officiel, soutenu par l'UNR, et d'un autre sortant, le communiste Paul Billat, il est nettement en tête au premier tour, avec 42,3 % des voix, et l'emporte au second, face à Billat, avec 70,4 %.
Pendant cette législature, il est rapporteur spécial pour les prestations sociales agricoles de la commission des finances, et président, en juin 1961, la commission spéciale examinant le budget rectificatif.
Il demande, en 1959, la ratification par la France de la convention européenne des droits de l'Homme et de son protocole additionnel de 1952. Il réclame aussi que les ordonnances et décrets soient assortis d'exposés des motifs.
Très actif dans les débats budgétaires, il se pose en défenseur de la ruralité. En 1960, il est rapporteur spécial de la loi sur les assurances agricoles. En 1962, il dénonce le gigantisme du projet des abattoirs de La Villette.
Il prend ses distances avec la politique de défense prônée par de Gaulle, en s'opposant à la création d'une force nucléaire française, qu'il estime trop coûteuse et ouvrant la porte à ce que l'Allemagne se réarme de la même façon.
Son évolution, du soutien à l'opposition au gouvernement, est conforme à celle de la plupart des députés du CNI. S'abstenant lors de l'investiture de Georges Pompidou, il vote la motion de censure qui provoque des législatives anticipées en novembre 1962.
Il prend cependant au même moment ses distances avec le CNI, et se présente sans cette étiquette aux législatives. Malgré une baisse sensible de son résultat au premier tour (35,4 %), il l'emporte au second, avec 43,9 % dans une triangulaire l'opposant à un candidat de l'UNR et à Paul Billat.
Secrétaire général du groupe des Républicains indépendants à l'Assemblée nationale, il est président de la commission de surveillance de la Caisse des dépôts et consignations, et conserve sa fonction de rapporteur spécial pour les prestations sociales agricoles.
Ses interventions parlementaires se concentrent de plus en plus sur les questions agricoles, domaine dans lequel il soutient la politique gouvernemental avec enthousiasme.
D'une façon générale, il se situe clairement dans la majorité, comme le groupe auquel il appartient, et apporte son soutien au gouvernement dans ses votes.
Cette évolution lui permet de se présenter aux législatives avec un large soutien de la droite et du centre. Il l'emporte dès le premier tour, avec 51,6 % des voix, face à un candidat du PSU et un communiste.
Il est maintenu dans ses fonctions précédentes durant cette courte législature.
Dénonçant en 1968 les « enragés » et le risque de « guerre civile », il est réélu député dès le premier tour, avec 51,1 % des voix.
Vice-président, puis président, en 1969, du groupe des Républicains indépendants, il devient en 1970 vice-président de la FNRI.
Sans délaisser les questions agricoles, il s'intéresse de plus en plus aux questions financières, défendant l'orthodoxie budgétaire et la lutte contre l'inflation. Sur les dossiers économiques, il se rallie à la construction européenne et prône le rapprochement avec l'Allemagne.
En 1973, après être arrivé largement en tête au premier tour, avec 44,4 % des voix, il l'emporte facilement au second contre la communiste Justine Goy, avec 55,4 % des voix.
Le 12 avril, il est nommé secrétaire d'Etat à  l’aménagement du territoire, de l’équipement, du logement et du tourisme, fonction qu'il exerce jusqu'au remaniement de février 1974.
Le nouveau président Valéry Giscard d'Estaing le nomme médiateur de la République. Pendant les six années de son mandat, il met notamment en place le réseau des correspondants départementaux du médiateur.
En 1981, il s'implique fortement dans la campagne présidentielle de Giscard. L'échec de ce dernier, qu'Aimé Paquet attribue à l'attitude de Jacques Chirac, le conduit à quitter une vie politique dominée par « la tricherie, la déformation des faits, la trahison délibéré, le fric et les rats », à l'âge de  soixante-huit ans. Il ne se représente pas aux cantonales de 1982, et quitte son poste de maire en 1984.

## Fonctions
- Secrétaire d'État auprès du ministre du ministre de l'Aménagement du Territoire, de l'Équipement, du Logement et du Tourisme du gouvernement Pierre Messmer (2) (du 5 avril 1973 au 1er mars 1974)
- Député Républicains indépendants de l'Isère (1951-1973)
- Conseiller général de l'Isère
- Maire de Saint-Vincent-de-Mercuze
- Président de la commission de surveillance de la Caisse des dépôts et consignations de 1963 à 1971.
- Médiateur de la République (1974-1980)

## Décorations
- Grand officier de la Légion d'honneur [1]

## Annexe